# هنري لوسيان دوسيت
هنري لوسيان دوسيت (بالفرنسية: Henri-Lucien Doucet)‏ هو رسام فرنسي، ولد في 23 أغسطس 1856 في باريس في فرنسا، وتوفي في 30 ديسمبر 1895 في الدائرة السادسة عشرة في باريس في فرنسا.